# Synaphosus khashm
Synaphosus khashm är en spindelart som beskrevs av Ovtsharenko, Levy och Norman I. Platnick 1994. Synaphosus khashm ingår i släktet Synaphosus och familjen plattbuksspindlar.
Artens utbredningsområde är Saudiarabien. Inga underarter finns listade i Catalogue of Life.